# 日本眼科医会
公益社団法人日本眼科医会（にほんがんかいかい）は、日本において眼科医療に従事する医師（眼科医）をもって組織する日本の職能団体である。旧公益法人制度下での主務官庁は厚生労働省だった。

## 沿革
- 1930年（昭和5年）11月 - 日本眼科医師会を創立[5]。
- 1942年（昭和17年）12月 - 国民医療法施行の影響で解散[5]。
- 1951年（昭和26年）10月 - 日本眼科医会を創立[5]。
- 1973年（昭和58年）4月 - 厚生省より社団法人認可[5]。
- 2012年（平成24年）4月 - 公益社団法人に移行[5]。